# SBS 스포츠 중계석
편성
SBS 2006.07.19. ~ 2011.03.17.
소개
한 주간의 스포츠 소식을 총정리하는 프로그램
제작정보
제작진
연출마유석, 조시우, 이문기